# Ka'ahumanu Society

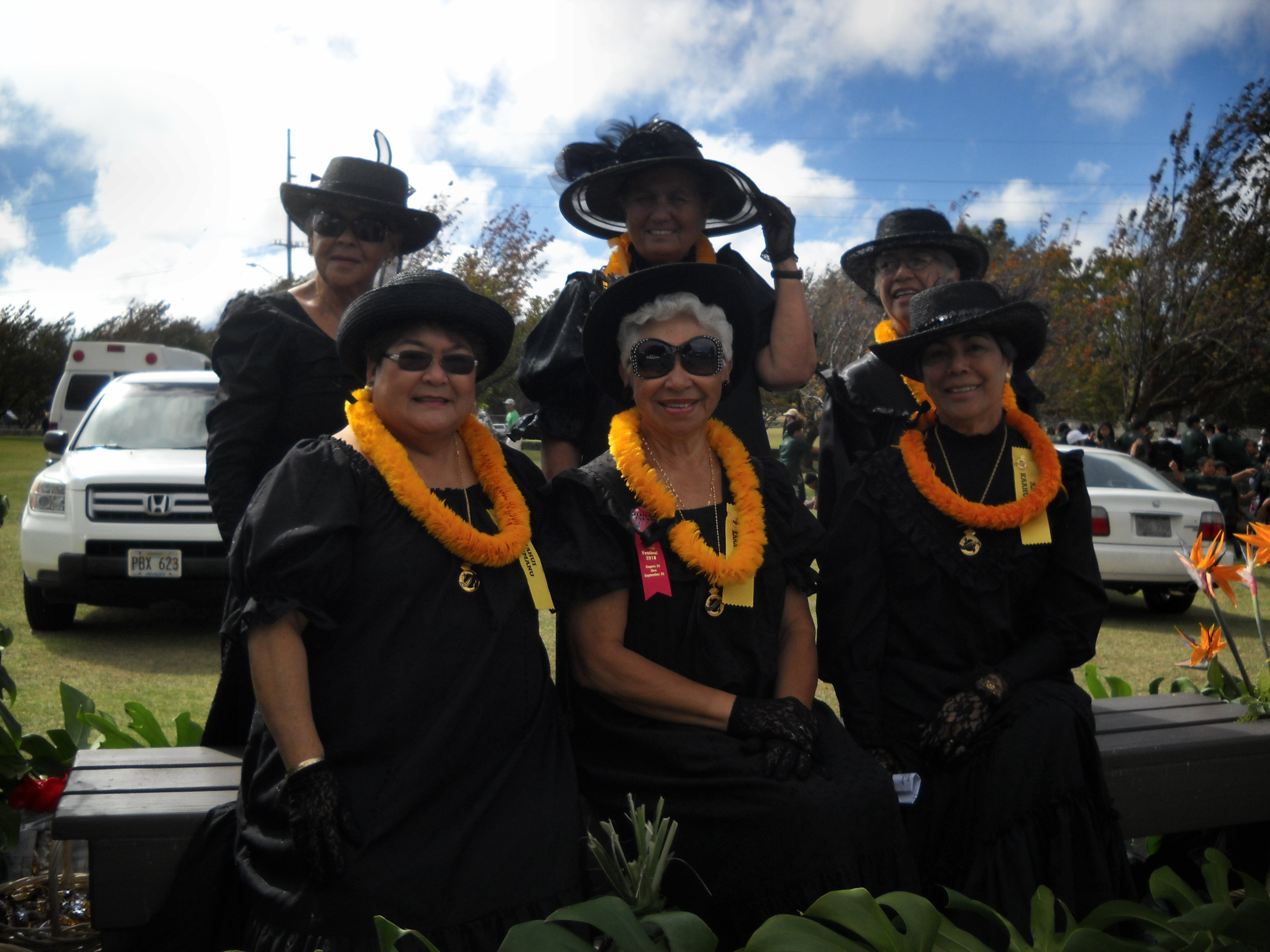
Membres de la société Kaʻahumanu portant leurs robes noires emblématiques, 2010

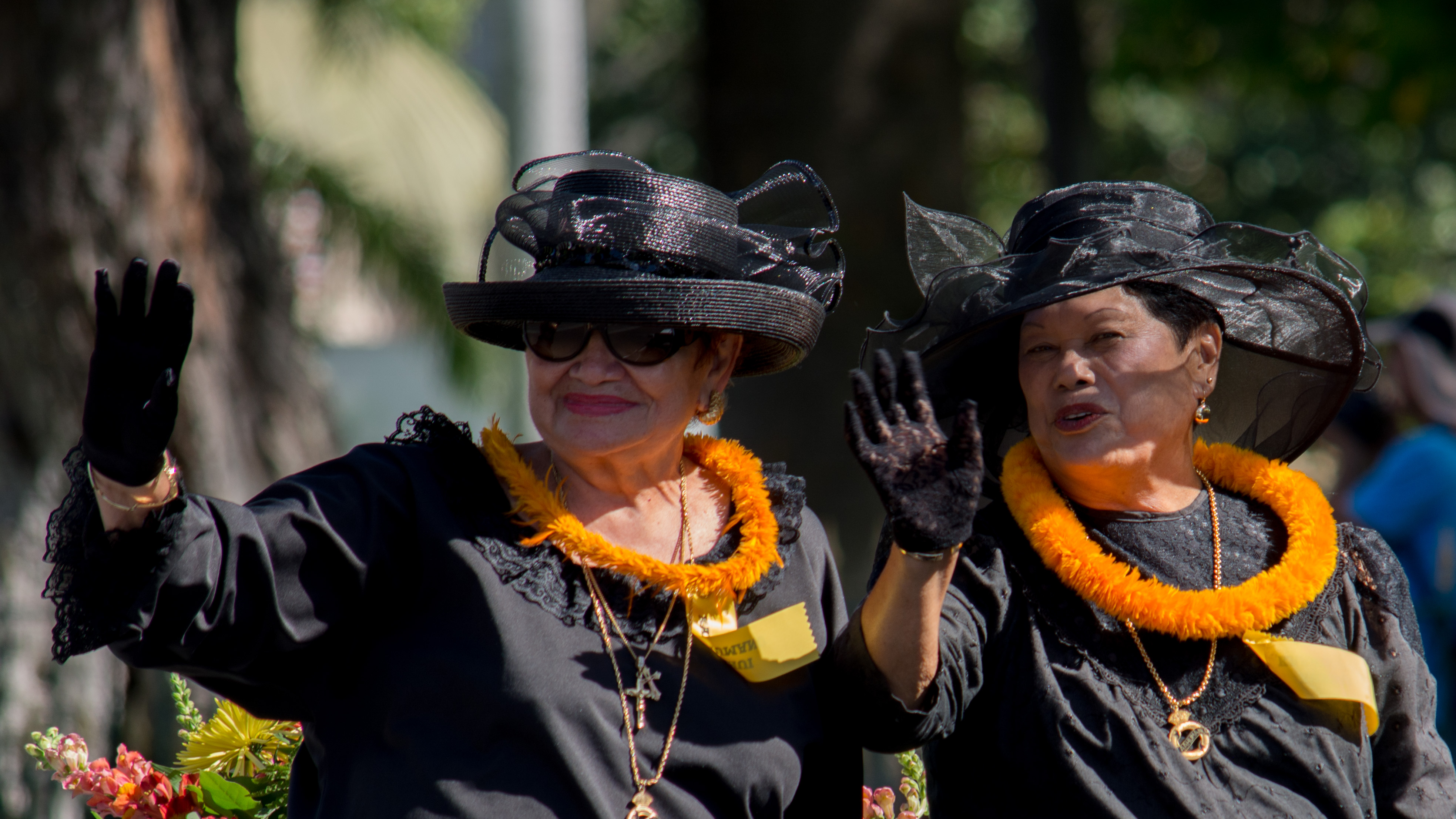
Membres de la société Kaʻahumanu lors du défilé du jour de Kamehameha 2016

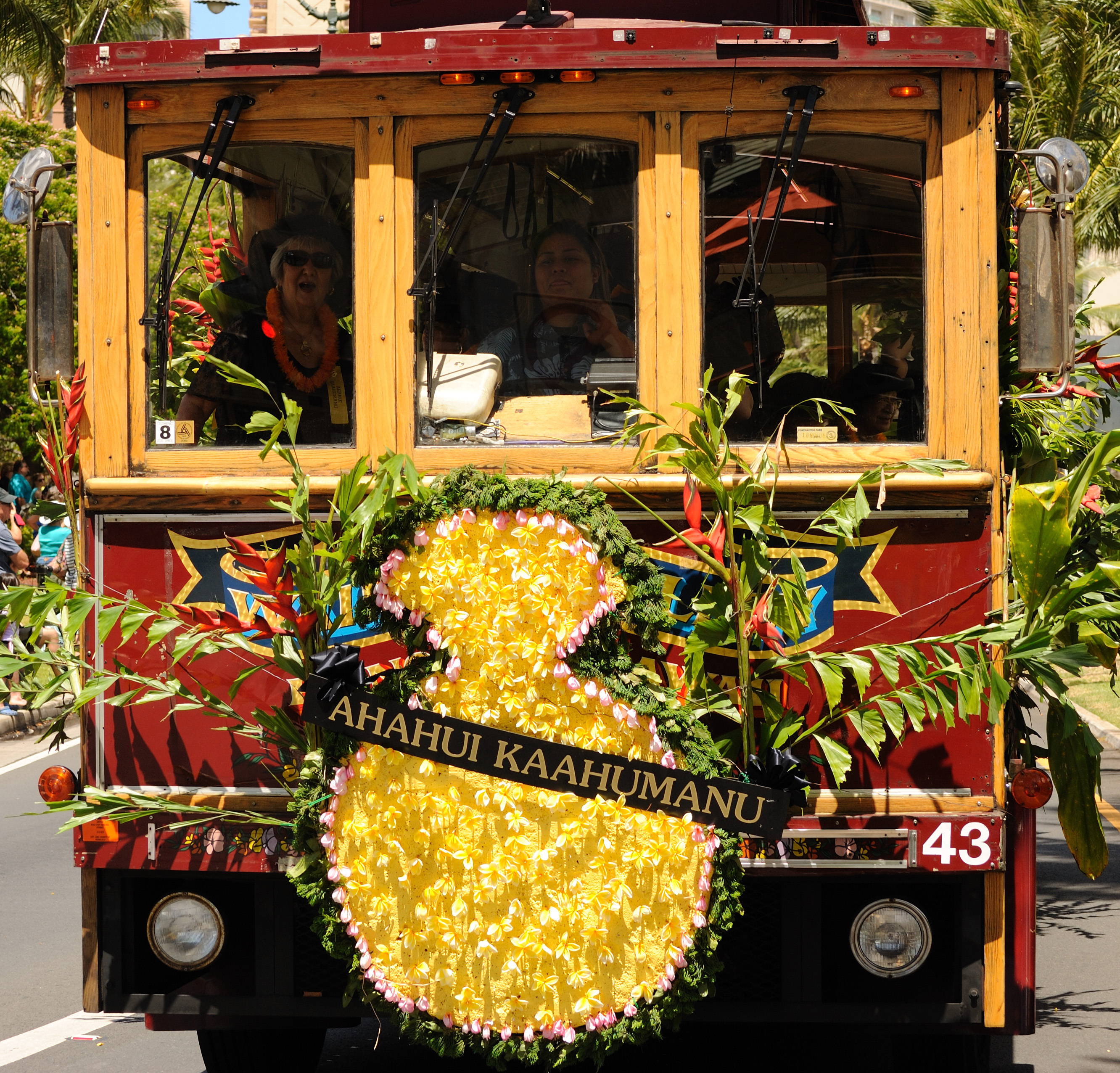
Membres de la société Kaʻahumanu au défilé du jour de Kamehameha 2012

La Kaʻahumanu Society (nom officiel : ʻAhahui Kaʻahumanu ) est un club civique d'Hawaï formé par la princesse Victoria Kamāmalu en 1864 pour venir en aide aux personnes âgées et des malades. Le club célèbre la vie de la reine Kaʻahumanu et la préservation de la culture hawaïenne.

## Histoire
La Société Kaʻahumanu est la plus ancienne société civique hawaïenne, antérieure d'un an à l'Ordre royal de Kamehameha I. Elle est fondée dans l'église de Kawaiaha'o le 8 août 1864 par la princesse Victoria Kamāmalu, sœur et héritière présumée du roi Kamehameha V. Parmi les autres membres fondateurs figuraient Bernice Pauahi Bishop, la fondatrice des écoles de Kamehameha (en), et la future reine Liliuokalani. Nommée d'après la reine Kaʻahumanu, l'épouse préférée du roi Kamehameha I et la Kuhina Nui (en) (co-dirigeante ou régente) de ses successeurs, l'organisation célébrait le leadership traditionnel des femmes hawaïennes. La mission initiale de l'organisation était de soigner les victimes de l'épidémie de variole et de fournir un enterrement approprié aux morts. Elle a été dissoute après la mort de la princesse Victoria en 1866.
Le 14 juin 1905, après une interruption de trente-neuf ans, le groupe fut reconstitué sous la direction de Lucy Kaopaulu Peabody, une dame d'honneur de l'ancienne cour royale hawaïenne, et d'un groupe de onze femmes, lors d'une cérémonie à l'église de Kawaiahaʻo. L'organisation a choisi de ne pas inviter la reine déchue Liliuokalani à se joindre au groupe, bien qu'elle ait été l'une des premières membres du club de 1864.
Aujourd'hui, les femmes de la société portent des robes muumuus noires avec un lei hulu jaune, des gants et un chapeau noirs, tous symboliques de la reine Kaʻahumanu. L'adhésion est réservée aux femmes d'origine hawaïenne, qui sont invitées à se joindre à l'association. Il existe neuf sections à travers Hawaï. Le groupe moderne a poursuivi la mission d'origine qui consistait à soigner les malades et les personnes âgées et à contribuer aux frais d'enterrement des défunts, tout en collectant des fonds pour des causes caritatives, en promouvant la culture hawaïenne et en représentant la monarchie hawaïenne lors d'événements spéciaux tels que les défilés annuels Jour de Kamehameha (en),,.